# راکل پنینگتون
راکل پنینگتون (انگلیسی: Raquel Pennington؛ زادهٔ ۵ سپتامبر ۱۹۸۸) ورزشکار هنرهای رزمی ترکیبی اهل ایالات متحده آمریکا است. وی از سال ۲۰۰۹ میلادی تاکنون مشغول فعالیت بوده است.
وی یک رزمی‌کار حرفه‌ای ترکیبی آمریکایی است که در بخش خروس وزن زنان سازمان یواف‌سی رقابت می‌کند، جایی که او قهرمان سابق دسته خروس وزن زنان یواف‌سی است. در تاریخ ۱۰ ژوئن ۲۰۲۵، او در رتبه‌بندی خروس وزن زنان یواف‌سی رتبه ۲ را دارد و در تاریخ ۱۳ مه ۲۰۲۵، در رتبه‌بندی پوند به پوند زنان یواف‌سی رتبه ۱۰ را دارد.